# Bledi-tó
A Bledi-tó (szlovénul Blejsko jezero) Szlovénia második legnagyobb tava, a Júliai-Alpokban, festői környezetben, hegyekkel és erdővel körülvéve. A tó Bled községben található az ország északnyugati részében, a Triglavi Nemzeti Parkon belül, a fővárostól, Ljubljanától 55 km-re, északnyugatra.  2,1 km hosszú és 1,4 km széles. Gleccserek formálták, morénák veszik körül. Glaciális és tektonikus eredetű. Területe 145 hektár.  Népszerű idegenforgalmi célpont.

## Bledi-sziget
A „Bledi-sziget” (Blejski otok) a tó közepén található kis sziget. Több épület található itt, de a legkiemelkedőbb a Szűz Mária búcsújáró templom, ami a 17. században épült barokk stílusban. Gyönyörű freskók díszítik. Tornya 52 méteres. A lépcső, ami a templom tetejébe vezet, 98 lépcsőfokból áll. Gyakran tartanak itt esküvőket, keresztelőket.

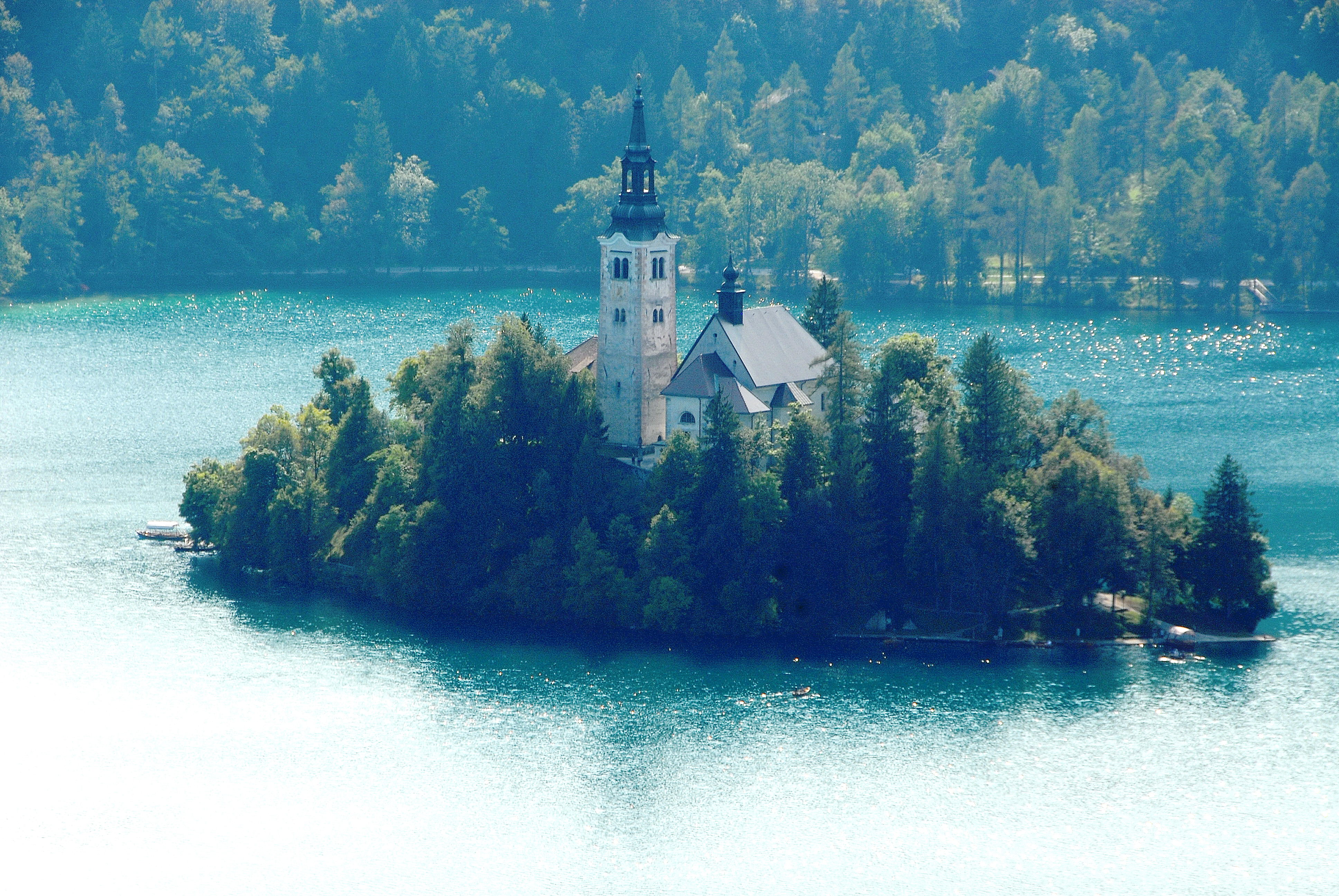
A Bledi-sziget